# Les Aventures de Shirley Holmes
Les Aventures de Shirley Holmes (The Adventures of Shirley Holmes) est une série télévisée canadienne en 52 épisodes de 24 minutes, créée par Ellis Iddon et Phil Meagher et diffusée entre le 7 mai 1997 et le 7 mai 2000 sur YTV.
Au Québec, la série a été diffusée à partir du 10 septembre 1998 à Télé-Québec, en France, en 1999 sur Canal J et en Belgique sur La Deux.

## Synopsis
Shirley Holmes, une adolescente qui s'avère être l’arrière-petite-nièce de Sherlock Holmes, possède des talents d'observations exceptionnels. Avec l'aide de son ami Bo Sawchuk, Shirley s'efforce de résoudre de nombreuses affaires criminelles. Parallèlement à ses enquêtes, l'héroïne tente de retrouver sa mère disparue et doit combattre son ennemie jurée, Molly Hardy.

## Distribution
- Meredith Henderson (VQ : Aline Pinsonneault) : Shirley Holmes
- John White (VQ : Hugolin Chevrette) : Francis Boris « Bo » Sawchuk
- Annick Obonsawin (en) (VQ : Kim Jalabert) : Alicia Gianelli (32 épisodes)
- Blair Slater : Bartholomew « Bart » James (32 épisodes)
- Chris Humphreys (VQ : Daniel Picard) : Robert Holmes (28 épisodes)
- Sarah Ezer : Molly Hardy (25 épisodes)
- Brendan Fletcher (VQ : Gilbert Lachance) : Stink Patterson (14 épisodes)
- Marie Stillin : Ms Stratmann (12 épisodes)
- Elizabeth Shepherd (VQ : Michèle Deslauriers) : Peggy Holmes (10 épisodes)

 Source et légende : version québécoise (VQ) sur Doublage.qc.ca